# Thanh đạm ba gân
Thanh đạm ba gân (danh pháp hai phần: Coelogyne trinervis) là một loài phong lan.
 Tư liệu liên quan tới Coelogyne trinervis tại Wikimedia Commons
Cây phân bố ở Đông Nam Á. Tại Việt Nam, cây có mặt ở các khu vực từ Đà Lạt đến Phú Quốc.

## Hình ảnh

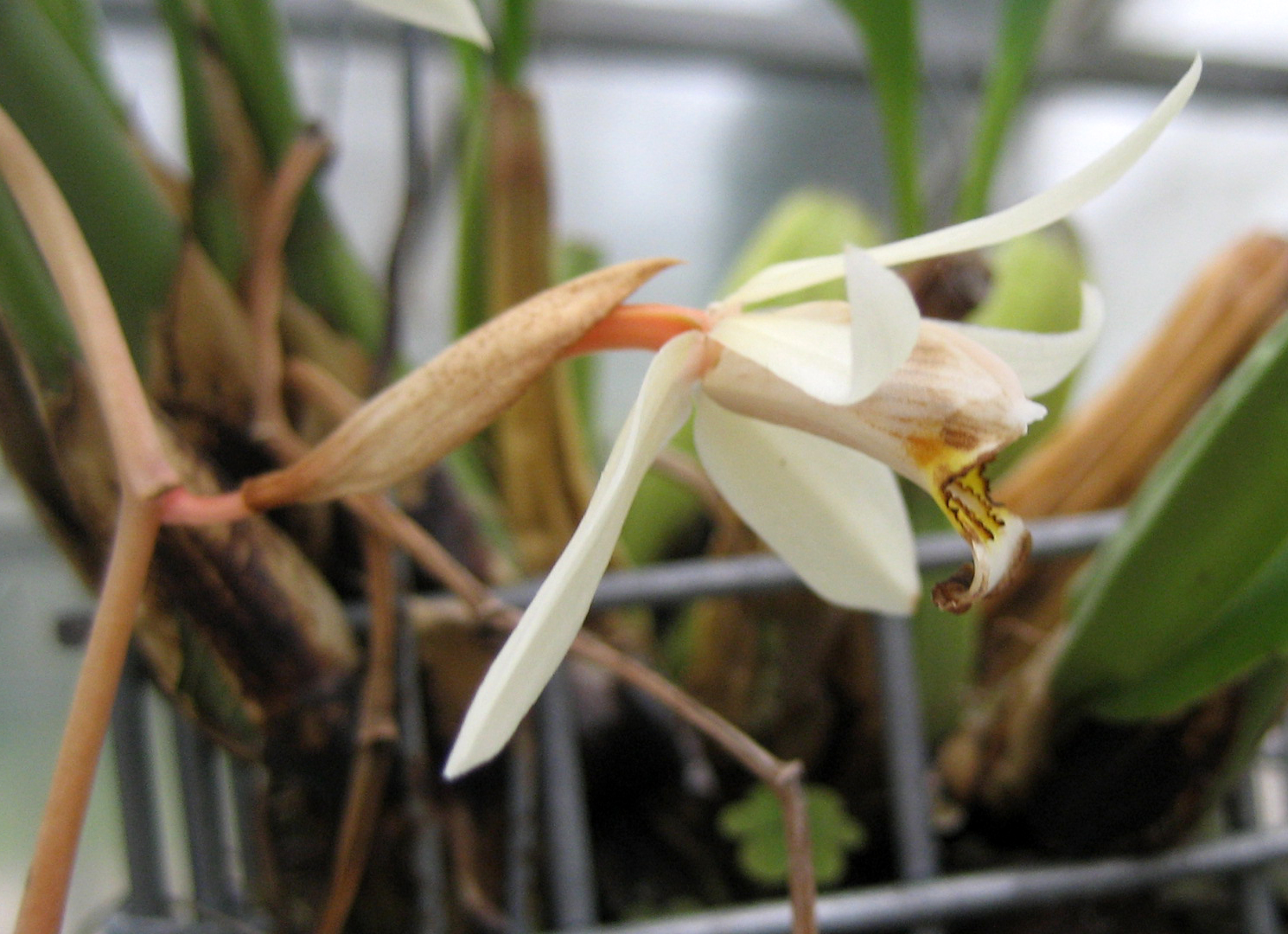
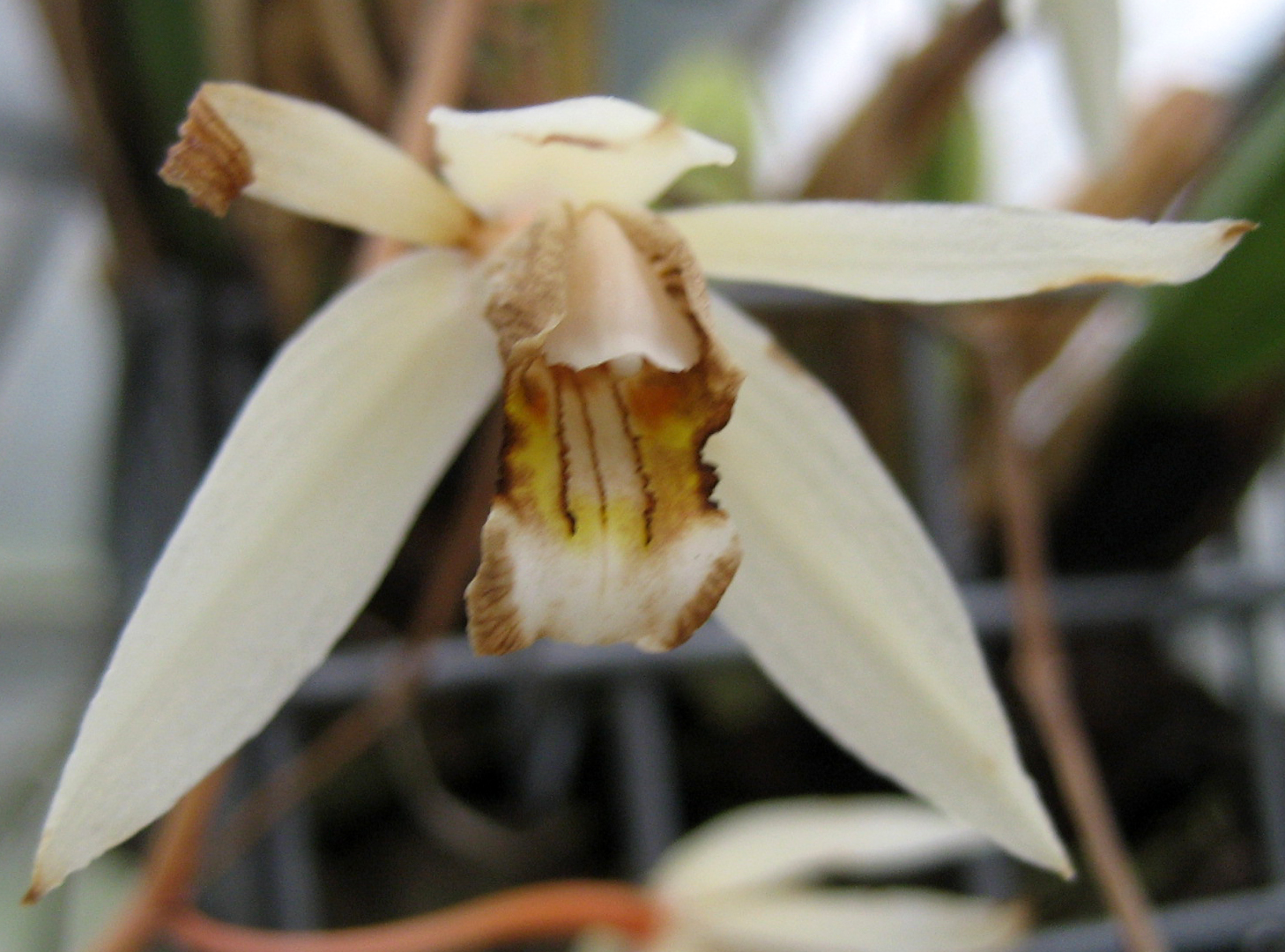
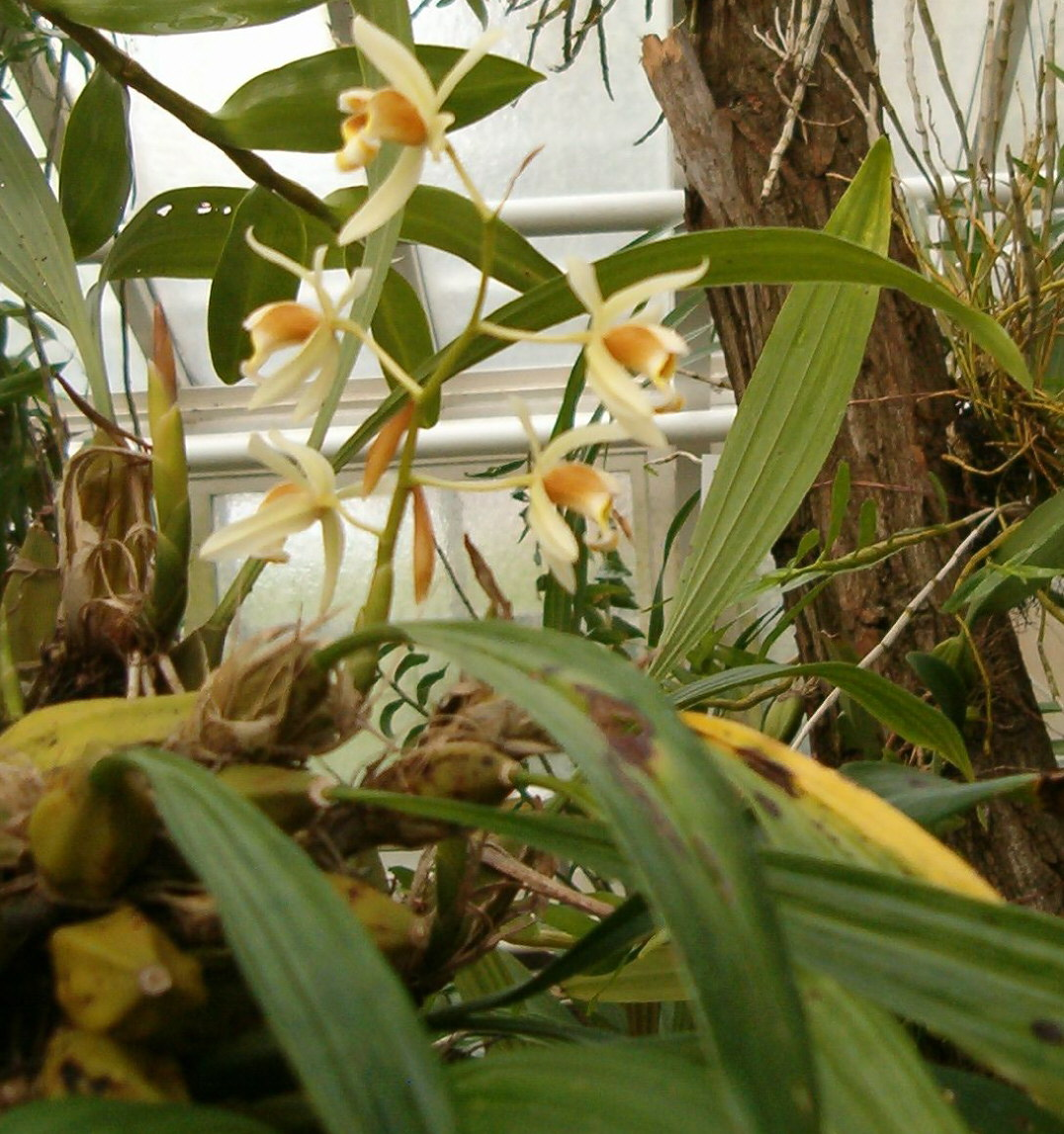
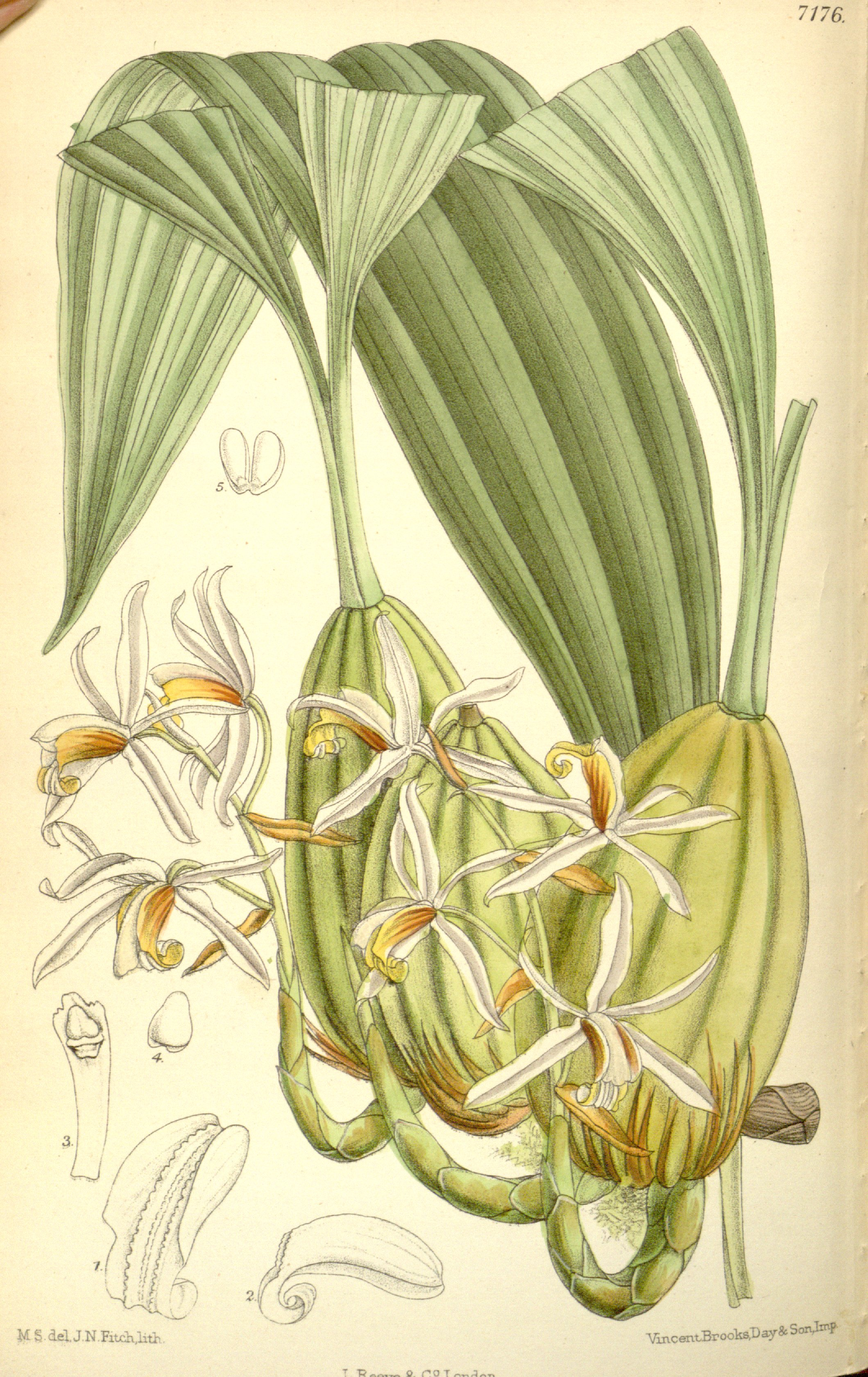